# Grume
Grume è il secondo album in studio del gruppo musicale goregrind Haemorrhage, pubblicato nel 1997 dalla Morbid Records.

## Tracce
1. Incinerator of Cadaveric Leftovers – 3:24
2. Exquisite Eschatology – 1:42
3. Torrent-Like Eventeration – 1:28
4. Dissect, Exhume, Devour... – 2:00
5. Putrescent Necromorphism – 1:22
6. Cartilageous Pulped Offals – 2:34
7. Decom-Posers – 2:55
8. Fragments (Anatomical relics) – 3:29
9. In Nephritic Blue – 1:26
10. Ectopic Eye – 0:44
11. Intravenous Molestation of Obstructionist Arteries (O-Pus II) – 0:47
12. Rectovaginal Fistula – 3:21
13. Formaldehyde – 2:18
14. Far Beyond the Forensic Pathology – 10:05

## Formazione
- Luisma - voce, chitarra
- Lugubrious - voce
- Ana Belen de Lopez - chitarra
- Ramón Checa - basso
- Rojas - batteria